# روبيك غاسيمي نوباخت
روبيك غاسيمي نوباخت (بالألمانية: Rubic Ghasemi-Nobakht)‏ (مواليد 27 يوليو 1987 في ألمانيا) لاعب كرة قدم إيراني يلعب حاليا لصالح نادي الدرجة الأولى هانوفر الألماني منذ 2008 في مركز المهاجم .

## روابط خارجية
- روبيك غاسيمي نوباخت على موقع قاعدة بيانات كرة القدم.إي يو (الإنجليزية)
- روبيك غاسيمي نوباخت على موقع بيانات كرة القدم. دي إي (الألمانية)
- روبيك غاسيمي نوباخت على موقع عالم كرة القدم.نت (الإنجليزية)